# Orquesta Sinfónica Nacional (Panamá)
La Orquesta Sinfónica Nacional de Panamá es una orquesta sinfónica panameña fundada el 27 de mayo de 1941, que es dependiente del Ministerio de Cultura de Panamá y es dirigida desde 1994 por el maestro Jorge Ledezma Bradley.

## Historia
La Orquesta Sinfónica Nacional de Panamá se fundó el 27 de mayo de 1941 con apoyo del Gobierno Nacional y por iniciativa del maestro Herbert De Castro quien fue su primer director.
Desde entonces ha tenido como directores titulares a Herbert De Castro, Walter Myers, Roque Cordero y Eduardo Charpentier De Castro. En 1988 la orquesta se ve reducida a 28 músicos y su organización queda a cargo del maestro Jorge Ledezma Bradley hasta 1992 cuando es nombrado como director el maestro Efraín Abbo. El primero de julio de 1994, el maestro Jorge Ledezma Bradley es nuevamente nombrado director, cargo con el cual permanece actualmente.
El director panameño Erick Parris es frecuentemente invitado a dirigirla.

## Repertorio
La orquesta ha abordado todo tipo de repertorio sinfónico que va desde Bach hasta Mahler o Bruckner, sin descuidar el repertorio clásico más tradicional como Mozart, Haydn, Brahms o Beethoven. Del compositor alemán destacan las representaciones que se hicieron de la novena sinfonía de Beethoven con la colaboración del Coro de la Universidad de Panamá y bajo la dirección del Maestro Íñigo Pirfano en 2016. También se ha abordado repertorio contemporáneo y cabe mencionar el estreno en 2007 de la Obertura concertante del Guardainfante para guitarra y orquesta del compositor español David Gálvez Pintado que se estrenó bajo dirección del Maestro Ledezma y con la guitarra de Rafael Serrallet.